# اکراس سرتاس جنوبی
اکراس سرتاس جنوبی (نام علمی: Geronticus calvus) نام یک گونه از سرده اکراس‌های سرتاس است.

## نگارخانه

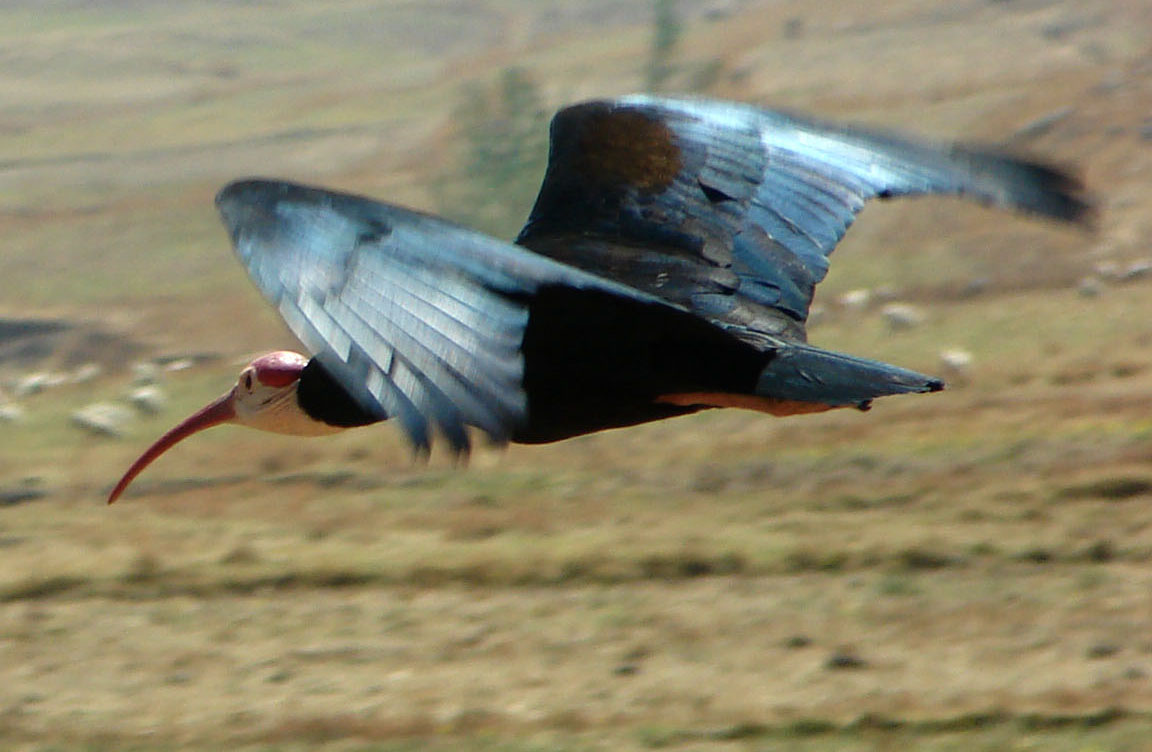
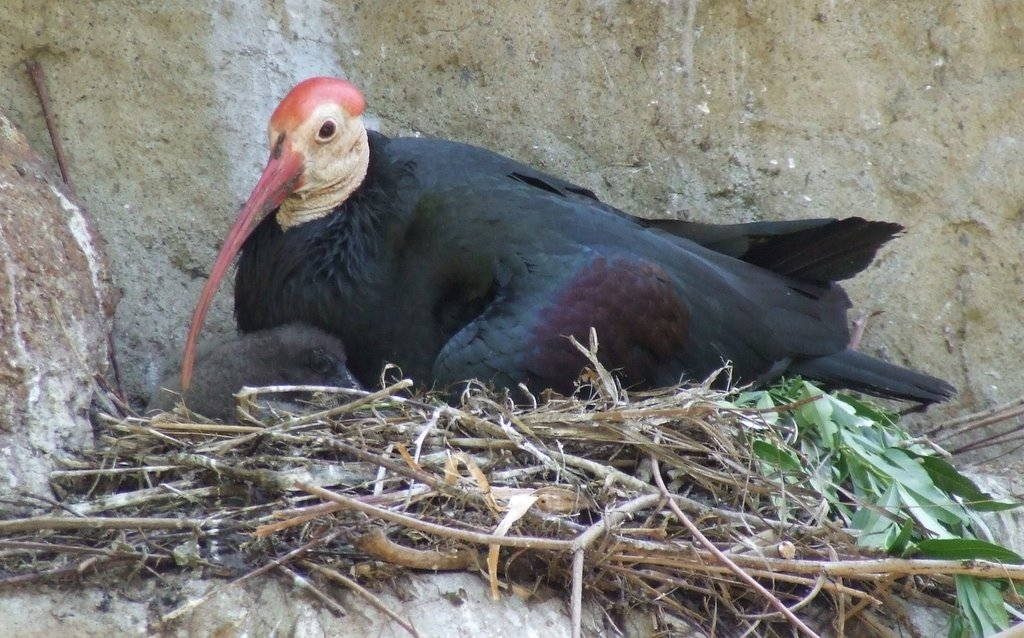